# Danny Grewcock
Pas d'image ? Cliquez ici

a Compétitions nationales et continentales officielles uniquement.

b Matchs officiels uniquement.
Dernière mise à jour le 12 novembre 2021.
Daniel Jonathan Grewcock dit Danny Grewcock, né le 7 novembre 1972 à Coventry, est un joueur de rugby à XV international anglais évoluant au poste de deuxième ligne. Il évolue de 2001 à 2011 dans le club de Bath après avoir joué quatre saisons avec les Saracens.

## Biographie
Danny Grewcock honore sa première cape le 7 juin 1997 contre l'Équipe d'Argentine de rugby à XV. Il participe à deux tournées des Lions britanniques et irlandais en 2001 et 2005.

## Palmarès

### En club
- Vainqueur du Challenge européen en 2008
- Finaliste du Championnat d'Angleterre en 2004
- Finaliste de la Coupe d'Angleterre en 2005
- Finaliste du Challenge européen en 2007

### En sélection nationale
- Vainqueur de la Coupe du monde en 2003

## Statistiques

### En équipe nationale
- 69 sélections
- 10 points (2 essais)
- sélections par année : 2 en 1997, 6 en 1998, 8 en 1999, 5 en 2000, 7 en 2001, 7 en 2002, 7 en 2003, 9 en 2004, 7 en 2005, 7 en 2006, 3 en 2007
- Tournois des Cinq/Six Nations disputés : 1998, 1999, 2001, 2002, 2003, 2004, 2005, 2006, 2007
- Coupes du monde disputées :
  - 1999 : 4 matchs (Italie, Nouvelle-Zélande, Tonga, Afrique du Sud)
  - 2003 : 1 match (Uruguay)

### Avec les Lions britanniques
- 5 sélections
- sélections par année : 3 en 2001, 2 en 2005